# باشوكي (نجف أباد)
باشوکي (بالفارسية: باشوکی) هي قرية تقع في إيران في Najafabad Rural District. يقدر عدد سكانها بـ 92 نسمة بحسب إحصاء 2016.